# Trenul vieții
Trenul vieții este un film realizat în 1998, în regia lui Radu Mihăileanu care se ocupă într-o manieră alegorică și aproape comică de tema Holocaustului, în timpul celui de-al Doilea Război Mondial.

## Subiectul
Locuitorii unui sat din Europa de Est ocupată de germani hotărăsc să se deporteze singuri, înainte ca naziștii să facă acest lucru. Destinația este Palestina. Trenul vieții este un Rail-Movie prin care național-socialismul este luat în derâdere, fără a bagateliza genocidul.
În 1941 soldații naziști au deportat sate întregi de evrei. Măscăriciul satului, Schlomo, își dă primul seama că în curând va veni vremea ca și mica lui comunitate să fie deportată. Sfatul bătrânilor se reunește de urgență și hotărăște să preîntâmpine acțiunea nemților cu propriul lor tren de deportați care se va deplasa înspre Palestina, și nu înspre lagărul de concentrare. Locuitorii sunt împărțiți, fără a se putea opune, în prizonieri și soldați naziști. Ultimii au fost nevoiți să învețe mai întâi să vorbească corect limba germană. Ca profesor cu experiență, Schmecht reușește să-i învețe pe voluntarii fără voință să pronunțe corect și cu țăcănit german.
Se împart sarcinile, unii se vor travesti în naziști, alții în deportați, alții se vor ocupa de croirea uniformelor naziste, alții de găsirea și repararea trenului. După ce trenul este cumpărat, reparat, împodobit cu svastici, se pornește în marea călătorie. Drumul nu este lipsit de aventuri: nu numai soldații germani sunt neîncrezători, ci și luptătorii din rezistența națională fac ca situația să fie mai mult decât periculoasă. Apoi izbucnește în tren comunismul. Tematica exterminării evreilor a fost preluată într-un mod inteligent, sensibil și comic.
Filmul este plin de momente comice și suprarealiste care abordează dificila temă a Holocaustului și a nazismului într-o lumină neobișnuită, dar profundă.
Asemănarea cu filmul lui Roberto Benigni, „Viața este frumoasă” nu intimidează filmul lui Radu Mihăileanu. Filmul a fost distins printre altele cu premiul publicului în 1999 la Sundance Film Festival, premiul pentru cel mai bun debut la Festivalul de Film de la Veneția în 1998, pentru cel mai bun film străin la Premiile Societății criticilor de film de la Las Vegas în 2000 și premiul publicului la Festivalul de film de la Cottbus din 1998.

## Distribuție
| - Lionel Abelanski ca Shlomo - Rufus ca Mordechai - Clément Harari ca Rabbi - Michel Muller ca Yossi - Agathe de La Fontaine ca Esther - Johan Leysen ca Schmecht - Bruno Abraham-Kremer ca Yankele - Marie-José Nat ca Sura - Gad Elmaleh ca Manzatou - Serge Kribus ca Schtroul - Michel Israel ca Sage 3 - Rodica Sanda Țuțuianu ca Golda - Sanda Toma ca mama lui Yossi - Zwi Kanar ca Lilenfeld - Răzvan Vasilescu ca țiganul Colonel - Mihai Călin ca Sami - Ovidiu Cuncea ca Moitl - Marius Drogeanu ca Mendel | - Vladimir Jurașcu ca Von Glück - Robert Borremans ca Hauptsturmführer S.S. - Bebe Bercovici ca Joshua - Luminția Gheorghiu ca Rivka - Georges Siatidis ca Itzik - Michel Vanderlinden ca membru în rezistență 1 - Daniel Decot ca membru în rezistență 2 - Constantin Bărbulescu ca membru in rezistență 3 - Constantin Codrescu ca înțeleptul 1 - Theodor Danetti ca înțeleptul 2 - Savel Stiopul ca înteleptul 4 - Constantin Dinulescu ca înțeleptul 5 - Marian Stan ca barbatul 1 din sinagogă - Mugur Arvinescu ca barbatul 2 din sinagogă - Cornel Vulpe ca Le Maire - George Ulmeni ca Grossman | - Eugenia Șerban ca Titina - Florin Kevorkian ca Miron (Florin Chevorchian) - Ernest Maftei ca Maleie - Șerban Dănescu ca Isaak - Mihacia Bercu ca Sheine - Rudi Rosenfeld ca Le Chamess - Cristian Irimia ca David - Mircea Cojan ca Sacha - Alexandru Georgescu ca Yehuda - Corneliu Revent ca Zacharie - Cornel Ciupercescu ca poștaș - Mircea Constantinescu ca seful - Constantin Drăgănescu ca țăran (Costică Drăgănescu) - Silvia Năstase ca femeia 1 de la biserică - Domalta Constantinlu ca femeia 2 de la biserică | - Laura Neagle ca femeia deportată - Marioara Sterian ca femeia deportată 1 - Rosana Gutman ca Myriam - Corneliu Jipa ca evreul din grajd - Claudiu Istodor ca evreul de pe locomotivă - Petre Lupu ca Ben - Aristița Diamandi ca bucătăreasa - Cristina Bârsan ca copilul de Sura - Cornel Streche ca copilul Shtetl - Olga Bucătaru ca femeia Wagon - Leonie Waldman Eliad ca femeia Shtetl 2 - Eugenia Bosânceanu ca femeia Shtetl 3 - Tudorel Filimon ca barbatul Shtetl 1 - Constantin Ghenescu ca barbatul Shtetl 2 - Sami Naceri ca un tigan (1:38:27 in film) |

## Din unele interviuri
- Dacă Hitler ar fi viu și ar vedea toate transmisiunile televizive plictisitoare și întunecate despre Holocaust și ar auzi tot plânsul și jalea evreilor ar fi fericit. Singurul mod în care putem să-i umilim pe naziștii care trăiesc încă în America de Sud, să-i facem să înnebunească, este să le arătăm că suntem vii, că nu ne-au distrus, că umorul nostru nu a fost ucis de barbaria lor. Radu Mihăileanu
- Dumnezeu râde. Și cum evreii se consideră poporul său ales, nu pot decât să râdă de ei înșiși. Moni Ovadia